# 王石齐
王石齐（1965年—），湖南邵阳人，汉族，中华人民共和国政治人物、第十一届全国人民代表大会湖南地区代表。
毕业于湖南科技大学化工专业。担任湖南丰都轮胎有限公司董事长。2008年起担任全国人大代表。